# Плачеща жаба
Плачещите жаби (Physalaemus biligonigerus) са вид земноводни от семейство Leiuperidae.
Срещат се в югоизточната част на Южна Америка.
Таксонът е описан за пръв път от американския палеонтолог Едуард Дринкър Коуп през 1861 година.